# Strømsgodset Idrettsforening 2019
Questa voce raccoglie le informazioni riguardanti lo Strømsgodset Idrettsforening nelle competizioni ufficiali della stagione 2019.

## Stagione
Lo Strømsgodset ha chiuso la stagione all'11º posto finale, mentre l'avventura nel Norgesmesterskapet è terminata al terzo turno, con l'eliminazione subita per mano del Fram Larvik.
La squadra ha iniziato la stagione sotto la guida tecnica di Bjørn Petter Ingebretsen, che ha dovuto rassegnare le proprie dimissioni in data 15 maggio per motivi di salute. Il 20 giugno 2019, Henrik Pedersen è stato ingaggiato al suo posto.
I calciatori più utilizzati in stagione sono stati Jakob Glesnes ed Herman Stengel, entrambi a quota 33 presenze tra campionato e coppa. Lars-Jørgen Salvesen, pur essendo stato ingaggiato a metà stagione, è stato il miglior marcatore della squadra con 7 reti.

## Maglie e sponsor
Lo sponsor tecnico per la stagione 2019 è stato Puma, mentre lo sponsor ufficiale è stato DnB. La divisa casalinga era costituita da una maglietta blu scuro con rifiniture bianche, pantaloncini e calzettoni bianchi. Quella da trasferta era invece costituita da una maglietta bianca con rifiniture blu scuro, con pantaloncini e calzettoni blu scuro.
| Casa | Trasferta |

## Rosa
| N. |                      | Ruolo | Calciatore               |
| -- | -------------------- | ----- | ------------------------ |
| 1  | Norvegia (bandiera)  | P     | Viljar Myhra             |
| 2  | Norvegia (bandiera)  | D     | Mounir Hamoud            |
| 3  | Norvegia (bandiera)  | D     | Jonathan Parr            |
| 4  | Camerun (bandiera)   | D     | Duplexe Tchamba Bangou   |
| 5  | Norvegia (bandiera)  | D     | Jakob Glesnes            |
| 6  | Norvegia (bandiera)  | C     | Henning Hauger           |
| 7  | Norvegia (bandiera)  | C     | Herman Stengel           |
| 8  | Norvegia (bandiera)  | C     | Johan Hove               |
| 9  | Norvegia (bandiera)  | A     | Sebastian Pedersen       |
| 10 | Norvegia (bandiera)  | A     | Moses Mawa               |
| 10 | Norvegia (bandiera)  | A     | Marcus Pedersen          |
| 11 | Norvegia (bandiera)  | A     | Kristoffer Tokstad       |
| 14 | Norvegia (bandiera)  | D     | Nicholas Mickelson       |
| 15 | Kosovo (bandiera)    | D     | Loti Celina              |
| 18 | Norvegia (bandiera)  | C     | Martin Ovenstad          |
| 19 | Norvegia (bandiera)  | C     | Halldor Stenevik         |
| 20 | Danimarca (bandiera) | C     | Mikkel Maigaard          |
| 22 | Francia (bandiera)   | D     | Prosper Mendy            |
| 23 | Danimarca (bandiera) | C     | Martin Spelmann          |
| 25 | Norvegia (bandiera)  | D     | Stian Ringstad           |
| 26 | Norvegia (bandiera)  | D     | Lars Christopher Vilsvik |

| N. |                      | Ruolo | Calciatore             |
| -- | -------------------- | ----- | ---------------------- |
| 29 | Mali (bandiera)      | C     | Yacouba Sylla          |
| 30 | Norvegia (bandiera)  | A     | Mustafa Abdellaoue     |
| 35 | Danimarca (bandiera) | P     | Martin Hansen          |
| 36 | Norvegia (bandiera)  | C     | Hasan Duman            |
| 39 | Norvegia (bandiera)  | D     | Lars Sætra             |
| 40 | Norvegia (bandiera)  | P     | Morten Sætra           |
| 42 | Nigeria (bandiera)   | C     | Ipalibo Jack           |
| 45 | Norvegia (bandiera)  | C     | Benjamin Ray Reagan    |
| 46 | Norvegia (bandiera)  | C     | Tobias Gulliksen       |
| 50 | Norvegia (bandiera)  | P     | Daniel Skretteberg     |
| 51 | Norvegia (bandiera)  | A     | Aleksander Stenseth    |
| 55 | Norvegia (bandiera)  | D     | David Campher          |
| 55 | Norvegia (bandiera)  | A     | Mustapha Fofana        |
| 66 | Norvegia (bandiera)  | A     | Andreas Hoven          |
| 70 | Norvegia (bandiera)  | D     | Sondre Fosnæss Hanssen |
| 77 | Norvegia (bandiera)  | C     | Muhamed Keita          |
| 80 | Norvegia (bandiera)  | D     | Andreas Nyhagen        |
| 83 | Norvegia (bandiera)  | A     | Albin Kadriu           |
| 88 | Norvegia (bandiera)  | A     | Lars-Jørgen Salvesen   |
| 90 | Norvegia (bandiera)  | A     | Amahl Pellegrino       |

## Calciomercato

### Sessione invernale(dal 09/01 al 01/04)
| Arrivi           | Arrivi                 | Arrivi     | Arrivi        |
| R.               | Nome                   | da         | Modalità      |
| ---------------- | ---------------------- | ---------- | ------------- |
| P                | Viljar Myhra           |            | svincolato    |
| D                | Nicholas Mickelson     |            | svincolato    |
| D                | Stian Ringstad         | Sandefjord | fine prestito |
| C                | Martin Spelmann        | Aarhus     | definitivo    |
| C                | Halldor Stenevik       |            | svincolato    |
| C                | Yacouba Sylla          |            | svincolato    |
| Altre operazioni |                        |            |               |
| R.               | Nome                   | da         | Modalità      |
| C                | Mathias Berg Gjerstrøm | Notodden   | fine prestito |

| Partenze | Partenze               | Partenze        | Partenze   |
| R.       | Nome                   | a               | Modalità   |
| -------- | ---------------------- | --------------- | ---------- |
| P        | Espen Bugge Pettersen  |                 | ritiro     |
| P        | Pål Vestly Heigre      | Sandnes Ulf     | definitivo |
| D        | Arnar Thór Gudjónsson  | Fram Larvik     | prestito   |
| D        | Christopher Lindquist  | Kristiansund BK | prestito   |
| D        | Kim André Madsen       |                 | svincolato |
| C        | Mathias Berg Gjerstrøm | Kongsvinger     | prestito   |
| C        | Francisco Júnior       |                 | svincolato |
| C        | Simen Hammershaug      | Asker           | prestito   |
| C        | Tokmac Nguen           | Ferencváros     | definitivo |
| A        | Eirik Ulland Andersen  | Molde           | definitivo |

### Tra le due sessioni
| Arrivi | Arrivi        | Arrivi | Arrivi     |
| R.     | Nome          | da     | Modalità   |
| ------ | ------------- | ------ | ---------- |
| C      | Muhamed Keita |        | svincolato |

| Partenze | Partenze           | Partenze   | Partenze   |
| R.       | Nome               | a          | Modalità   |
| -------- | ------------------ | ---------- | ---------- |
| P        | Daniel Skretteberg | Årvoll     | prestito   |
| C        | Yacouba Sylla      | CFR Cluj   | definitivo |
| A        | Andreas Hoven      | Nest-Sotra | prestito   |
| A        | Marcus Pedersen    |            | svincolato |

### Sessione estiva(dal 01/08 al 31/08)
| Arrivi | Arrivi                 | Arrivi       | Arrivi        |
| R.     | Nome                   | da           | Modalità      |
| ------ | ---------------------- | ------------ | ------------- |
| P      | Martin Hansen          |              | svincolato    |
| P      | Daniel Skretteberg     | Årvoll       | fine prestito |
| D      | Prosper Mendy          |              | svincolato    |
| D      | Duplexe Tchamba Bangou | Strasburgo   | prestito      |
| C      | Ipalibo Jack           | Villarreal   | definitivo    |
| C      | Mikkel Maigaard        | Raufoss      | definitivo    |
| A      | Moses Mawa             | KFUM Oslo    | definitivo    |
| A      | Lars-Jørgen Salvesen   | Sarpsborg 08 | definitivo    |

| Partenze         | Partenze           | Partenze        | Partenze      |
| R.               | Nome               | a               | Modalità      |
| ---------------- | ------------------ | --------------- | ------------- |
| P                | Morten Sætra       | Strømmen        | prestito      |
| D                | Stian Ringstad     | Haugesund       | definitivo    |
| C                | Halldor Stenevik   | Sogndal         | prestito      |
| A                | Mustafa Abdellaoue | Sarpsborg 08    | definitivo    |
| A                | Andreas Hoven      | Sogndal         | prestito      |
| A                | Amahl Pellegrino   | Kristiansund BK | definitivo    |
| Altre operazioni |                    |                 |               |
| R.               | Nome               | da              | Modalità      |
| A                | Andreas Hoven      | Nest-Sotra      | fine prestito |

## Risultati

### Eliteserien

#### Girone di andata
| Arbitro: | Hobber Nilsen (Oslo) |

|                                               |           |                         |
| Pedersen 2’ (rig.) J. Hove 33’ Abdellaoue 71’ | Marcatori | 25’ Stølås 43’ Sandberg |

| Arbitro: | Døvle (Larvik) |

|            |           |                |
| Strand 53’ | Marcatori | 40’ Pellegrino |

| Arbitro: | Hafsås (Trondheim) |

|                             |           |                                                    |
| L. Sætra 11’ Abdellaoue 64’ | Marcatori | 9’ Solholm Johansen 19’ Semb Aasmundsen 41’ Occéan |

| Trondheim 22 aprile 2019, ore 18:00 4ª giornata | Rosenborg      | 0 – 0 referto | Strømsgodset | Lerkendal Stadion (11.367 spett.)\| Arbitro: \| Kjensli (Oslo) \| |
| Arbitro:                                        | Kjensli (Oslo) |               |              |                                                                   |

| Arbitro: | Eskås (Oslo) |

|                                   |           |                                      |
| Hopmark 61’ (aut.) Pellegrino 63’ | Marcatori | 6’, 30’ (rig.) Kastrati 71’ Kalludra |

| Arbitro: | Døvle (Larvik) |

|                      |           |                |
| Hagen 24’ Børven 90’ | Marcatori | 77’ Abdellaoue |

| Drammen 13 maggio 2019, ore 19:00 7ª giornata | Strømsgodset     | 0 – 0 referto | Viking | Marienlyst Stadion (4.576 spett.)\| Arbitro: \| Smehus Kringstad \| |
| Arbitro:                                      | Smehus Kringstad |               |        |                                                                     |

| Arbitro: | Hagen (Grue) |

|                      |           |  |
| Dønnum 26’ Shala 67’ | Marcatori |  |

| Arbitro: | Kjensli (Oslo) |

|                                    |           |              |
| Sylla 25’ Ovenstad 48’ J. Hove 90’ | Marcatori | 23’ Antonsen |

| Arbitro: | Hobber Nilsen (Oslo) |

|             |           |  |
| Karlsen 10’ | Marcatori |  |

| Arbitro: | Hagenes (Flaktveit) |

|                              |           |  |
| Evjen 64’ Glesnes 68’ (aut.) | Marcatori |  |

| Arbitro: | Hobber Nilsen (Oslo) |

|  |           |                                  |
|  | Marcatori | 9’ Ellingsen 15’, 25’, 29’ James |

| Arbitro: | Hansen (Feda) |

|                                 |           |                               |
| Halvorsen 49’ Strand Larsen 63’ | Marcatori | 29’ (aut.) Bateau 71’ Tokstad |

| Arbitro: | Skjerven (Kaupanger) |

|  |           |                           |
|  | Marcatori | 14’ Brynhildsen 81’ Kassi |

| Arbitro: | Moen (Haugesund) |

|                   |           |             |
| Smárason 42’, 45’ | Marcatori | 73’ Tokstad |

#### Girone di ritorno
| Arbitro: | Eskås (Oslo) |

|          |           |                            |
| Mawa 90’ | Marcatori | 44’, 58’ Evjen 90’ Layouni |

| Arbitro: | Skjerven (Kaupanger) |

|                            |           |                              |
| Vilsvik 39’ Keita 49’, 62’ | Marcatori | 51’ Dønnum 71’ Lædre Bjørdal |

| Arbitro: | Hagenes (Flaktveit) |

|                                                   |           |  |
| Torsteinbø 7’ Høiland 37’ (rig.), 77’ Pereira 83’ | Marcatori |  |

| Arbitro: | Hafsås (Trondheim) |

|                           |           |                  |
| Maigaard 60’ Salvesen 68’ | Marcatori | 46’ Zachariassen |

| Arbitro: | Hagenes (Flaktveit) |

|                          |           |              |
| Brynhildsen 5’ Kassi 86’ | Marcatori | 81’ Salvesen |

| Arbitro: | Hobber Nilsen (Oslo) |

|          |           |  |
| Mawa 56’ | Marcatori |  |

| Arbitro: | Steen (Bergen) |

|  |           |              |
|  | Marcatori | 86’ Maigaard |

| Arbitro: | Hagen (Grue) |

|                      |           |                                          |
| Mendy 16’ Fofana 84’ | Marcatori | 11’ Møller Delaveris 27’ Hoff 66’ Børven |

| Arbitro: | Moen (Haugesund) |

|             |           |              |
| Brustad 52’ | Marcatori | 66’ Salvesen |

| Arbitro: | Hansen (Feda) |

|          |           |                 |
| Mawa 46’ | Marcatori | 71’ Lehne Olsen |

| Arbitro: | Kjensli (Oslo) |

|                            |           |                  |
| Sandberg 28’ Grindheim 66’ | Marcatori | 7’, 32’ Salvesen |

| Arbitro: | Moen (Haugesund) |

|                                         |           |             |
| Maigaard 20’ (rig.) Keita 53’ Sætra 90’ | Marcatori | 16’ Hovland |

| Arbitro: | Hagenes (Flaktveit) |

|                                                |           |  |
| Omoijuanfo 19’ Wolff Eikrem 34’ James 74’, 81’ | Marcatori |  |

| Arbitro: | Moen (Haugesund) |

|                                                                       |           |  |
| Mawa 21’ Salvesen 37’, 43’ Tchamba Bangou 39’ Tokstad 48’ Stengel 66’ | Marcatori |  |

| Arbitro: | Hobber Nilsen (Oslo) |

|           |           |                                 |
| Sørli 45’ | Marcatori | 19’ Maigaard 55’ Tchamba Bangou |

### Norgesmesterskapet
| Arbitro: | Pettersen |

|  |           |                                                                                   |
|  | Marcatori | 30’ Ringstad 54’ Abdellaoue 75’, 89’ Ovenstad 85’, 90’ S. Pedersen 90’ Pellegrino |

| Arbitro: | Kellerhals |

|  |           |            |
|  | Marcatori | 37’ Hamoud |

| Arbitro: | Sinnes |

|                                      |           |               |
| Hamoud 38’ (aut.) Osestad 82’ (rig.) | Marcatori | 6’ Pellegrino |

## Statistiche

### Statistiche di squadra
| Competizione       | Punti | In casa | In casa | In casa | In casa | In casa | In casa | In trasferta | In trasferta | In trasferta | In trasferta | In trasferta | In trasferta | Totale | Totale | Totale | Totale | Totale | Totale | DR  |
| Competizione       | Punti | G       | V       | N       | P       | Gf      | Gs      | G            | V            | N            | P            | Gf           | Gs           | G      | V      | N      | P      | Gf     | Gs     | DR  |
| ------------------ | ----- | ------- | ------- | ------- | ------- | ------- | ------- | ------------ | ------------ | ------------ | ------------ | ------------ | ------------ | ------ | ------ | ------ | ------ | ------ | ------ | --- |
| Eliteserien        | 32    | 15      | 6       | 3       | 6       | 29      | 28      | 15           | 2            | 5            | 8            | 12           | 26           | 30     | 8      | 8      | 14     | 41     | 54     | -13 |
| Norgesmesterskapet | -     | 0       | 0       | 0       | 0       | 0       | 0       | 3            | 2            | 0            | 1            | 9            | 2            | 3      | 2      | 0      | 1      | 9      | 2      | +7  |
| Totale             | -     | 15      | 6       | 3       | 6       | 29      | 28      | 18           | 4            | 5            | 9            | 21           | 28           | 33     | 10     | 8      | 15     | 50     | 56     | -6  |

### Andamento in campionato
| Giornata  | 1 | 2 | 3 | 4 | 5  | 6  | 7  | 8  | 9  | 10 | 11 | 12 | 13 | 14 | 15 | 16 | 17 | 18 | 19 | 20 | 21 | 22 | 23 | 24 | 25 | 26 | 27 | 28 | 29 | 30 |
| --------- | - | - | - | - | -- | -- | -- | -- | -- | -- | -- | -- | -- | -- | -- | -- | -- | -- | -- | -- | -- | -- | -- | -- | -- | -- | -- | -- | -- | -- |
| Luogo     | C | T | C | T | C  | T  | C  | T  | C  | T  | T  | C  | T  | C  | T  | C  | C  | T  | C  | T  | C  | T  | C  | T  | C  | T  | C  | T  | C  | T  |
| Risultato | V | N | P | N | P  | P  | N  | P  | V  | P  | P  | P  | N  | P  | P  | P  | V  | P  | V  | P  | V  | V  | P  | N  | N  | N  | N  | P  | V  | V  |
| Posizione | 5 | 5 | 8 | 8 | 11 | 13 | 14 | 14 | 10 | 12 | 15 | 16 | 16 | 16 | 16 | 16 | 16 | 16 | 15 | 16 | 16 | 12 | 12 | 14 | 15 | 14 | 14 | 15 | 12 | 11 |

Fonte:  Eliteserien 2019, su altomfotball.no, Altomfotball. URL consultato il 15 marzo 2021 (archiviato dall'url originale il 10 aprile 2021).
Legenda:

Luogo: C = Casa; T = Trasferta. Risultato: V = Vittoria; N = Pareggio; P = Sconfitta.

### Statistiche dei giocatori
| Giocatore          | Eliteserien | Eliteserien | Eliteserien | Eliteserien | Norgesmesterskapet | Norgesmesterskapet | Norgesmesterskapet | Norgesmesterskapet | Coppe europee | Coppe europee | Coppe europee | Coppe europee | Altre coppe | Altre coppe | Altre coppe | Altre coppe | Totale   | Totale | Totale      | Totale     |
| Giocatore          | Presenze    | Reti        | Ammonizioni | Espulsioni  | Presenze           | Reti               | Ammonizioni        | Espulsioni         | Presenze      | Reti          | Ammonizioni   | Espulsioni    | Presenze    | Reti        | Ammonizioni | Espulsioni  | Presenze | Reti   | Ammonizioni | Espulsioni |
| ------------------ | ----------- | ----------- | ----------- | ----------- | ------------------ | ------------------ | ------------------ | ------------------ | ------------- | ------------- | ------------- | ------------- | ----------- | ----------- | ----------- | ----------- | -------- | ------ | ----------- | ---------- |
| M. Abdellaoue      | 16          | 3           | 1           | 0           | 1                  | 1                  | 0                  | 0                  |               |               |               |               |             |             |             |             | 17       | 4      | 1           | 0          |
| D. Campher         | 0           | 0           | 0           | 0           | 0                  | 0                  | 0                  | 0                  |               |               |               |               |             |             |             |             | 0        | 0      | 0           | 0          |
| L. Celina          | 0           | 0           | 0           | 0           | 0                  | 0                  | 0                  | 0                  |               |               |               |               |             |             |             |             | 0        | 0      | 0           | 0          |
| H. Duman           | 0           | 0           | 0           | 0           | 1                  | 0                  | 0                  | 0                  |               |               |               |               |             |             |             |             | 1        | 0      | 0           | 0          |
| M. Fofana          | 10          | 1           | 2           | 0           | 1                  | 0                  | 0                  | 0                  |               |               |               |               |             |             |             |             | 11       | 1      | 2           | 0          |
| S. Fosnæss Hanssen | 0           | 0           | 0           | 0           | 0                  | 0                  | 0                  | 0                  |               |               |               |               |             |             |             |             | 0        | 0      | 0           | 0          |
| J. Glesnes         | 30          | 0           | 3           | 0           | 3                  | 0                  | 0                  | 0                  |               |               |               |               |             |             |             |             | 33       | 0      | 3           | 0          |
| T. Gulliksen       | 0           | 0           | 0           | 0           | 0                  | 0                  | 0                  | 0                  |               |               |               |               |             |             |             |             | 0        | 0      | 0           | 0          |
| M. Hamoud          | 9           | 0           | 2           | 0           | 3                  | 1                  | 0                  | 0                  |               |               |               |               |             |             |             |             | 12       | 1      | 2           | 0          |
| M. Hansen          | 13          | -23         | 1           | 0           | -                  | -                  | -                  | -                  |               |               |               |               |             |             |             |             | 13       | -23    | 1           | 0          |
| H. Hauger          | 12          | 0           | 2           | 0           | 3                  | 0                  | 0                  | 0                  |               |               |               |               |             |             |             |             | 15       | 0      | 2           | 0          |
| A. Hoven           | 0           | 0           | 0           | 0           | 0                  | 0                  | 0                  | 0                  |               |               |               |               |             |             |             |             | 0        | 0      | 0           | 0          |
| J. Hove            | 23          | 2           | 1           | 0           | 2                  | 0                  | 0                  | 0                  |               |               |               |               |             |             |             |             | 25       | 2      | 1           | 0          |
| I. Jack            | 15          | 0           | 1           | 0           | -                  | -                  | -                  | -                  |               |               |               |               |             |             |             |             | 15       | 0      | 1           | 0          |
| A. Kadriu          | 0           | 0           | 0           | 0           | 0                  | 0                  | 0                  | 0                  |               |               |               |               |             |             |             |             | 0        | 0      | 0           | 0          |
| M. Keita           | 16          | 3           | 3           | 0           | 1                  | 0                  | 0                  | 0                  |               |               |               |               |             |             |             |             | 17       | 3      | 3           | 0          |
| M. Maigaard        | 15          | 4           | 0           | 0           | -                  | -                  | -                  | -                  |               |               |               |               |             |             |             |             | 15       | 4      | 0           | 0          |
| M. Mawa            | 14          | 4           | 2           | 0           | -                  | -                  | -                  | -                  |               |               |               |               |             |             |             |             | 14       | 4      | 2           | 0          |
| P. Mendy           | 15          | 1           | 1           | 0           | -                  | -                  | -                  | -                  |               |               |               |               |             |             |             |             | 15       | 1      | 1           | 0          |
| N. Mickelson       | 3           | 0           | 0           | 0           | 1                  | 0                  | 0                  | 0                  |               |               |               |               |             |             |             |             | 4        | 0      | 0           | 0          |
| V. Myhra           | 17          | -28         | 0           | 0           | 1                  | 0                  | 0                  | 0                  |               |               |               |               |             |             |             |             | 18       | -28    | 0           | 0          |
| A. Nyhagen         | 0           | 0           | 0           | 0           | 1                  | 0                  | 0                  | 0                  |               |               |               |               |             |             |             |             | 1        | 0      | 0           | 0          |
| M. Ovenstad        | 10          | 1           | 1           | 0           | 3                  | 2                  | 0                  | 0                  |               |               |               |               |             |             |             |             | 13       | 3      | 1           | 0          |
| J. Parr            | 11          | 0           | 1           | 0           | 0                  | 0                  | 0                  | 0                  |               |               |               |               |             |             |             |             | 11       | 0      | 1           | 0          |
| M. Pedersen        | 4           | 1           | 3           | 0           | 0                  | 0                  | 0                  | 0                  |               |               |               |               |             |             |             |             | 4        | 1      | 3           | 0          |
| S. Pedersen        | 5           | 0           | 1           | 0           | 3                  | 2                  | 0                  | 0                  |               |               |               |               |             |             |             |             | 8        | 2      | 1           | 0          |
| A. Pellegrino      | 14          | 2           | 1           | 0           | 2                  | 2                  | 0                  | 0                  |               |               |               |               |             |             |             |             | 16       | 4      | 1           | 0          |
| B. Reagan          | 0           | 0           | 0           | 0           | 0                  | 0                  | 0                  | 0                  |               |               |               |               |             |             |             |             | 0        | 0      | 0           | 0          |
| S. Ringstad        | 13          | 0           | 2           | 0           | 2                  | 1                  | 0                  | 0                  |               |               |               |               |             |             |             |             | 15       | 1      | 2           | 0          |
| L. Salvesen        | 13          | 7           | 4           | 0           | -                  | -                  | -                  | -                  |               |               |               |               |             |             |             |             | 13       | 7      | 4           | 0          |
| D. Skretteberg     | 0           | 0           | 0           | 0           | 0                  | 0                  | 0                  | 0                  |               |               |               |               |             |             |             |             | 0        | 0      | 0           | 0          |
| M. Spelmann        | 11          | 0           | 3           | 0           | 1                  | 0                  | 1                  | 0                  |               |               |               |               |             |             |             |             | 12       | 0      | 4           | 0          |
| H. Stenevik        | 3           | 0           | 0           | 0           | 2                  | 0                  | 0                  | 0                  |               |               |               |               |             |             |             |             | 5        | 0      | 0           | 0          |
| H. Stengel         | 30          | 1           | 2           | 0           | 3                  | 0                  | 0                  | 0                  |               |               |               |               |             |             |             |             | 33       | 1      | 2           | 0          |
| A. Stenseth        | 0           | 0           | 0           | 0           | 0                  | 0                  | 0                  | 0                  |               |               |               |               |             |             |             |             | 0        | 0      | 0           | 0          |
| Y. Sylla           | 10          | 1           | 1           | 0           | 0                  | 0                  | 0                  | 0                  |               |               |               |               |             |             |             |             | 10       | 1      | 1           | 0          |
| L. Sætra           | 18          | 2           | 1           | 0           | 3                  | 0                  | 0                  | 0                  |               |               |               |               |             |             |             |             | 21       | 2      | 1           | 0          |
| M. Sætra           | 1           | -3          | 0           | 0           | 2                  | -2                 | 0                  | 0                  |               |               |               |               |             |             |             |             | 3        | -5     | 0           | 0          |
| D. Tchamba Bangou  | 15          | 2           | 4           | 0           | -                  | -                  | -                  | -                  |               |               |               |               |             |             |             |             | 15       | 2      | 4           | 0          |
| K. Tokstad         | 21          | 3           | 4           | 0           | 1                  | 0                  | 0                  | 0                  |               |               |               |               |             |             |             |             | 22       | 3      | 4           | 0          |
| L. Vilsvik         | 28          | 1           | 3           | 0           | 1                  | 0                  | 0                  | 0                  |               |               |               |               |             |             |             |             | 29       | 1      | 3           | 0          |